# Titanosuchus
Genre
Titanosuchus ferox (en grec ancien: "crocodile titan féroce") était une espèce de synapside non-mammalien dinocéphale carnivore de l'infra-ordre des Tapinocephalia, qui vécut vers la fin du Permien, il y a environ 255 million d'années.

## Description
Malgré son nom, ce thérapside n'est pas un parent  très proche des crocodiles. Il appartient en effet à l'ordre des Therapsida de l'ancienne classe (devenu depuis un clade réunissant uniquement les mammifères) des synapsides, alors que le crocodile est un reptile diapside. Ce chasseur élancé s'attaquait aux petits reptiles herbivores, et peut-être aussi aux jeunes d'autres espèces de dinocéphales. Il vivait en même temps et au même endroit  que les dinocéphales Jonkeria et Moschops qui pouvaient constituer ses repas.
Il ne faut pas confondre le Titanosuchus et l'Eotitanosuchus, qui appartiennent à des familles différentes. Titanosuchus appartient à la famille des Titanosuchidae tandis que Eotitanosuchus appartient à celle des Eotitanosuchidae.